# 北野駅 (福岡県)
北野駅（きたのえき）は、福岡県久留米市北野町今山にある西日本鉄道（西鉄）甘木線の駅。駅番号はA08。

## 歴史
- 1915年（大正4年）10月15日：三井電気軌道の駅として開業。
- 1921年（大正10年）12月8日：当駅 - 甘木間延伸開業。
- 1924年（大正13年）6月30日：九州鉄道に合併。同社の駅となる。
- 1942年（昭和17年）
  - 9月19日：九州電気軌道に合併。同社の駅となる。
  - 9月22日：九州電気軌道が西日本鉄道に社名変更。
- 1963年（昭和38年）：駅舎改築。
- 2001年（平成13年）：当駅折り返しならびに夜間滞泊列車[1]が廃止。
- 2008年（平成20年）5月18日：ICカードnimoca供用開始。
- 2017年（平成29年）2月1日：駅ナンバリングを導入[2]。
- 2019年（平成31年）3月23日：この日のダイヤ改正により、平日・土休日とも甘木行き下り最終列車が当駅止まりになる。なお、当該列車は旅客扱い終了後、夜間滞泊を行わず花畑行き上り最終列車として折り返す。このため、当駅折り返し列車が復活。

## 駅構造
相対式ホーム2面2線を持つ地上駅。終日駅員配置。駅舎と直結した1番のりばが宮の陣方面行き、構内踏切を渡ると2番のりばで甘木方面行き乗り場であるが、両方の線路から宮の陣方向、甘木方向どちらも出発できる信号構造になっている。かつての当駅折り返し列車は宮の陣方面より通常本郷・甘木行が発車する駅本屋の向かい側のホーム（2番のりば）に到着、そのまま転線することなく宮の陣方面へと折り返していた。
nimoca導入まで、駅本屋の向かい側のホーム（甘木方面）に定期券専用の降車用臨時改札口が設置され、朝8時25分頃到着の列車に限り開放していた。これは三井中央高等学校の通学生への措置であった。
| ホーム | 路線        | 方向 | 行先                       | 備考 |
| ------ | ----------- | ---- | -------------------------- | ---- |
| 1      | ■西鉄甘木線 | 上り | 宮の陣・久留米・大牟田方面 |      |
| 2      | ■西鉄甘木線 | 下り | 甘木方面                   |      |

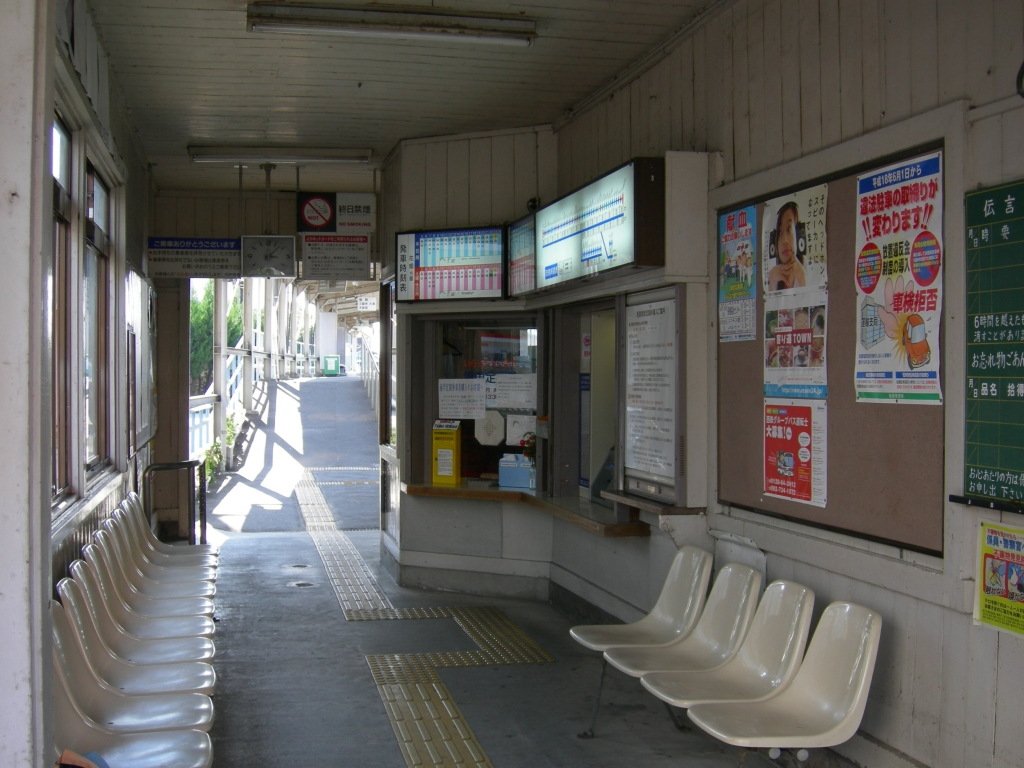
待合室
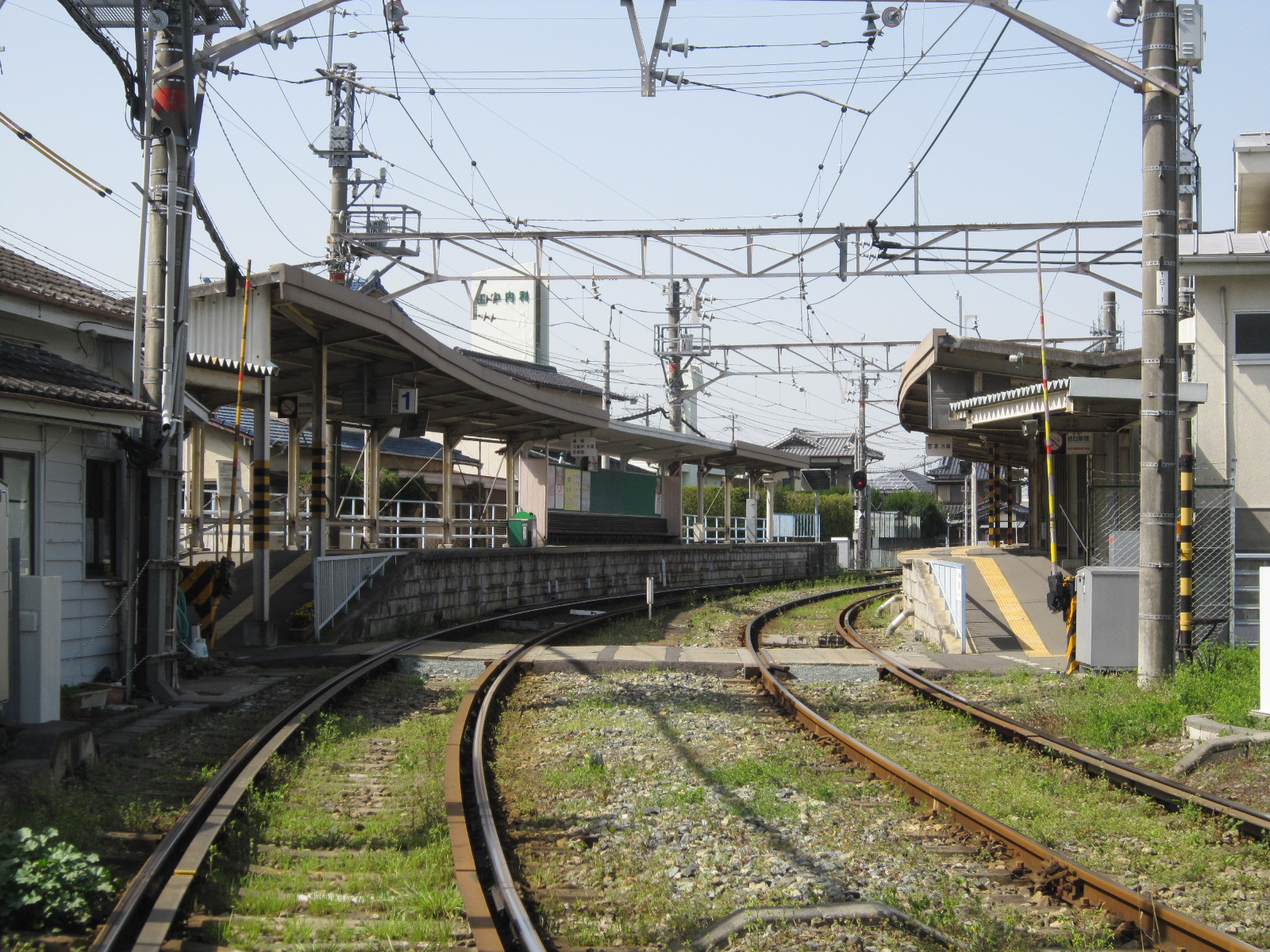
駅構内
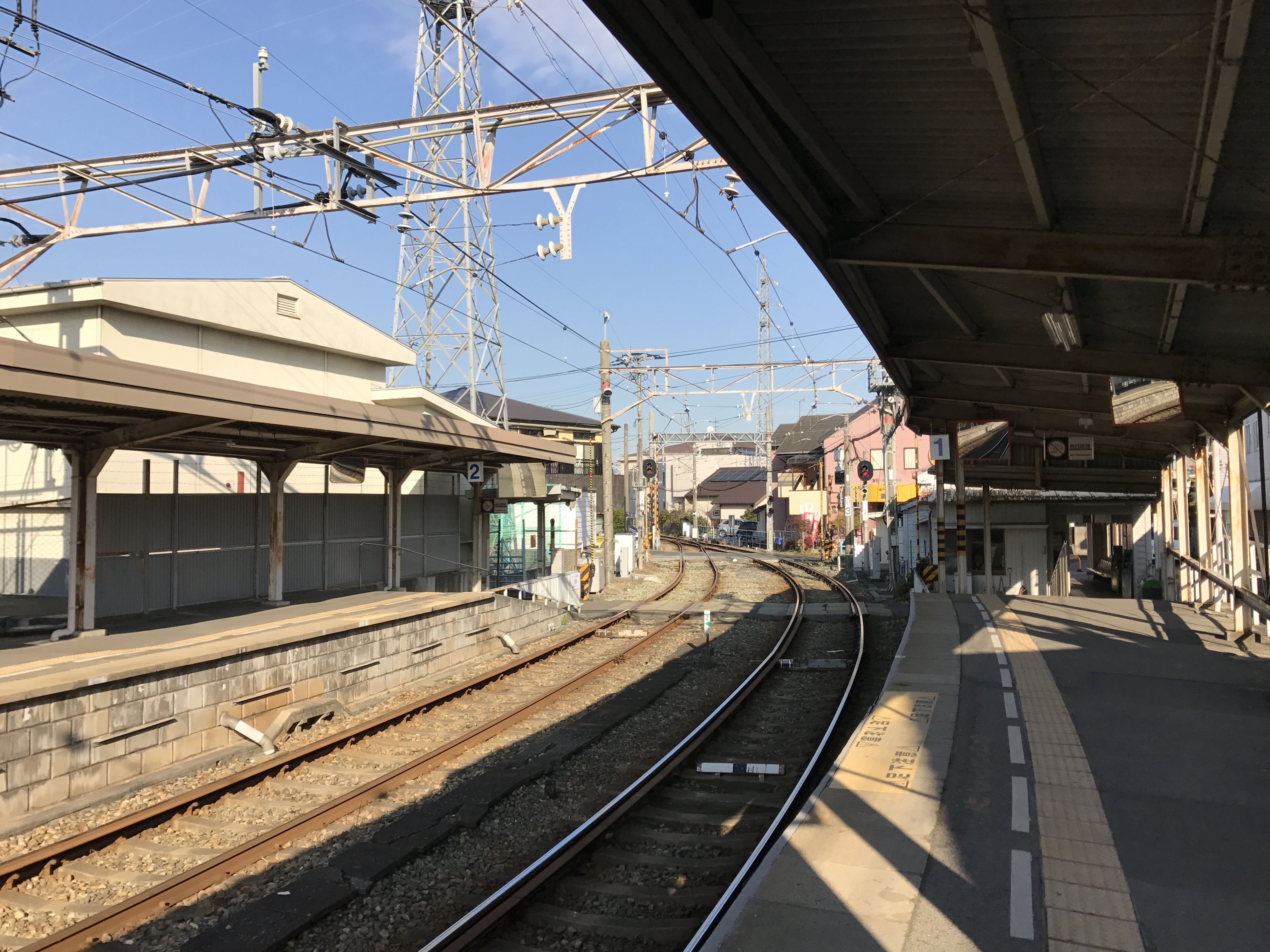
ホーム

## 利用状況
2024年度の1日平均乗降人員は1,608人で、宮の陣駅を除く西鉄甘木線の駅としては最多の利用客数である。各年度の1日平均乗車および乗降人員は下表のとおり。
| 年度               | 1日平均 乗車人員 | 1日平均 乗降人員 |
| ------------------ | ---------------- | ---------------- |
| 2007年             | 948              | 1,869            |
| 2008年             | 934              | 1,851            |
| 2009年             | 915              | 1,803            |
| 2010年             | 882              | 1,762            |
| 2011年             | 836              | 1,669            |
| 2012年             |                  | 1,639            |
| 2013年             | 789              | 1,589            |
| 2014年             | 786              | 1,604            |
| 2015年             | 798              | 1,629            |
| 2016年             | 789              | 1,617            |
| 2017年             | 742              | 1,541            |
| 2018年             | 737              | 1,536            |
| 2019年（令和元年） | 760              | 1,524            |
| 2020年（令和02年） |                  | 1,376            |
| 2021年（令和03年） |                  | 1,472            |
| 2022年（令和04年） |                  | 1,687            |
| 2023年（令和05年） |                  | 1,607            |
| 2024年（令和06年） |                  | 1,608            |

## 駅周辺

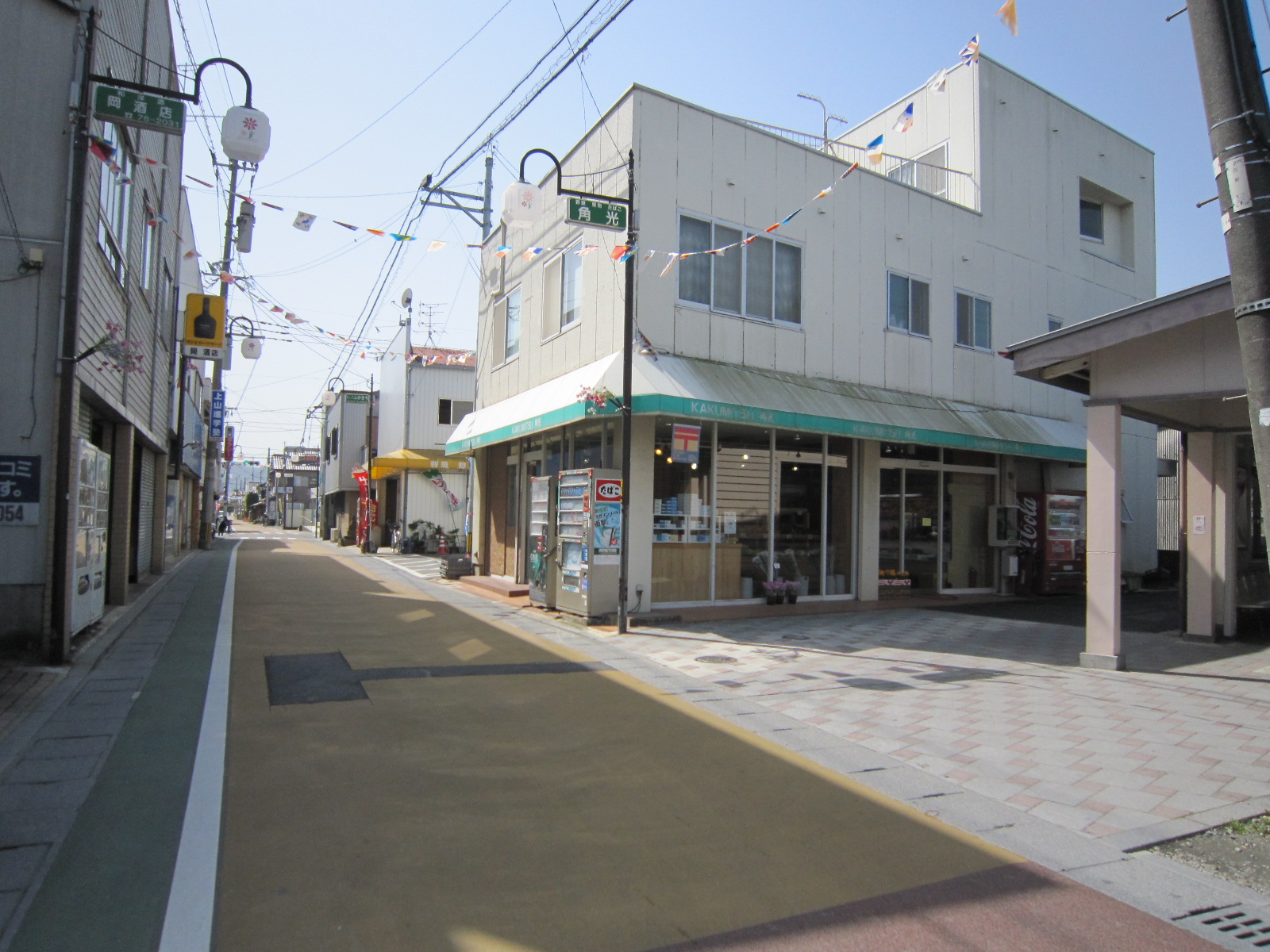
駅前にある商店街

旧北野町の中心部にあたり、住宅が多い。駅前には商店街もある。
- 久留米市役所北野総合支所
  - 旧北野町役場。駐車場は開放されており鉄道利用者も無料で利用できる（夜間 - 早朝を除く）
- 久留米市外三市町高等学校組合立三井中央高等学校
- コスモすまいる北野
- コスモスパーク北野
- 北野体育館
- 北野天満宮
- コスモス街道
- 北野郵便局
- 筑後信用金庫北野支店
- 福岡銀行北野支店
- みい農業協同組合
  - 北野中央支店
  - 営農センター

## バス路線
- 「北野駅・生涯学習センター入口」バス停 - よりみちバス「コスモス号」（北野猪口タクシー・安全タクシー運行）

また、西鉄バス久留米の「北野」バス停も近く、徒歩1分で行ける。
- 21番:西鉄久留米～百年公園前～Tジョイ・ゆめタウン入口～東合川～北野～今村天主堂
- 22番:西鉄久留米～文化センター前～千本杉～久留米インター前～東合川～北野～今村天主堂

## 隣の駅
西日本鉄道
■甘木線
古賀茶屋駅 (A09) - 北野駅 (A08) - 大城駅 (A07)

## その他
- 旧三井郡北野町発刊の『北野町史誌』によると、三井電気軌道開業時には十郎丸駅（現古賀茶屋駅付近と推定）との間に明善寺前、中北野の各駅があったとの記述がある。